# Rob Katz
Rob Katz (ur. 17 marca 1957) – australijski judoka.
Brązowy medalista mistrzostw Oceanii w 1983. Wicemistrz Australii w 1983 i 1984 roku.